# خلیل‌آباد (ریگ)
خلیل‌آباد روستایی در دهستان ریگ بخش مرکزی شهرستان لردگان استان چهارمحال و بختیاری ایران است.

## جمعیت
بر پایه سرشماری عمومی نفوس و مسکن در سال ۱۳۹۵ این روستا بدون جمعیت بوده‌است.